# Diecezja Marbel
Diecezja Marbel – diecezja rzymskokatolicka na Filipinach. Powstała w 1960 jako prałatura terytorialna. W 1982 promowana do rangi diecezji.

## Lista biskupów
- Quintino Carlo Bertamo Olwell, C.P. † (1961 – 1969)
- Reginald Edward Vincent Arliss, C.P. † (1969 – 1981)
- Dinualdo Gutierrez (1981 – 2018)
- Cerilo Casicas (od 2018)